# 新月 〜Rainbow〜
『新月 〜Rainbow〜』（しんげつ レインボー）は、宇徳敬子初のミニ・アルバム（オリジナル・アルバムとしては5作目）。内容はCDとDVDの2枚組。タイトルに因んで、新月の日である2016年3月9日に自身のレーベル″UK Sweet″から発売された。

## 概要
宇徳がシンガーソングライターとしての活動を通して感じた「ファン、友人、家族など大切な人への感謝」をテーマとし、すべての楽曲の歌詞に「ありがとう」をキーワードとしたメッセージが込められている。
バラード曲を中心としつつ、ミディアムやアップテンポなナンバーなど、どの曲も過度に歌い込まず自然体なレコーディングおよびミックスにて宇徳の音楽を表現した作品となっている。サンリオのキャラクター、キティ＆ダニエルに楽曲提供した「もう泣かないよ」のセルフカバーを含む全7曲を収録している。
CDに加えてDVDが付属し、その内容は2014年8月に東京・サントリーホール ブルーローズで行われたライブから、自身のオリジナル曲のほか「アメイジング・グレイス」や「ユー・レイズ・ミー・アップ」のカバーなども披露した4曲の歌唱映像に加え、本作についてのインタビュー映像などのオフショット・ムービーも収録された。
本作の発売を記念し、4月16日に東京・Mt.RAINIER HALL SHIBUYA PLEASURE PLEASUREにて「ありがとうからまた始めよう」と題したライブが開催され、6月18日には大阪市・THE LIVE HOUSE somaにて追加公演が開催された。また、CD購入者を対象として、キティ&ダニエルとコラボレートしたクリアファイルが特典として用意された。

## 収録曲

### CD
| 全作詞・作曲: 宇徳敬子、全編曲: 小林俊太郎。 |                                       |          |            |      |
| #                                            | タイトル                              | 作詞     | 作曲・編曲 | 時間 |
| 1.                                           | 「大丈夫だよ (^_-)-☆」                | 宇徳敬子 | 宇徳敬子   | 3:57 |
| 2.                                           | 「もう泣かないよ」                    | 宇徳敬子 | 宇徳敬子   | 4:42 |
| 3.                                           | 「♡ハッピー愛ランド♡」                | 宇徳敬子 | 宇徳敬子   | 4:00 |
| 4.                                           | 「月と砂漠と流れ星」                  | 宇徳敬子 | 宇徳敬子   | 5:20 |
| 5.                                           | 「Ready for Love 〜天国からの手紙〜」 | 宇徳敬子 | 宇徳敬子   | 4:40 |
| 6.                                           | 「Another Sky」                       | 宇徳敬子 | 宇徳敬子   | 3:16 |
| 7.                                           | 「鼓動 〜誰よりも君を愛してる〜」     | 宇徳敬子 | 宇徳敬子   | 5:23 |
| 合計時間:                                    | 合計時間:                             | 31:23    |            |      |

### DVD
| #  | タイトル                                              | 作詞 | 作曲・編曲 |
| -- | ----------------------------------------------------- | ---- | ---------- |
| 1. | 「Good-by morning」                                   |      |            |
| 2. | 「満ち潮の満月」                                      |      |            |
| 3. | 「Amazing Grace」                                     |      |            |
| 4. | 「You Raise Me Up」                                   |      |            |
| 5. | 「特典映像 インタビュー「新月 〜Rainbow〜」について」 |      |            |

## 参加ミュージシャン

### CD
- Fender Rhodes: 小林俊太郎（#06）
- E.Guitar: 後藤秀人（#01,02,03,05,07）
- A.Guitar: 後藤秀人（#02,04,05,06）
- Bass: 伊藤千明（#05,06）

### DVD
- Piano: 土屋佳代
- Percussion: 入倉リョウ
- Strings & Oboe: Lime Ladies Orchestra
- Strings Arrangement: 寺地秀行